# Lista de prefeitos de Curitiba
Esta é a lista completa de prefeitos e vice-prefeitos de Curitiba, capital do estado brasileiro do Paraná, inclusive os que ocuparam o cargo interinamente.
O cargo de prefeito no Brasil, foi criado em 11 de abril de 1835, pela assembleia provincial paulista, em reação aos amplos poderes conferidos pelo Código de Processo Criminal de 1832 às câmaras municipais. Seguiram o exemplo paulista seis províncias do nordeste brasileiro (Alagoas, Ceará, Maranhão, Paraíba, Pernambuco e Sergipe).
Sob a vigente ordem constitucional, essa designação é dada ao funcionário público do Poder Executivo municipal, que exerce seu cargo em função de uma legislatura (mandato), sendo para tanto eleito a cada quatro anos, podendo ser reeleito por mais 4 anos (segundo mandato).
Funções
O poder executivo municipal chefia a administração e comanda os serviços públicos, tendo como comandante o prefeito.
A partir da constituição brasileira de 1934, o cargo de prefeito passou a ser o único, em todo o Brasil, ao qual estão atribuídas as funções de chefe do poder executivo do governo local, em simetria aos chefes dos executivos da União e do estado, portanto, em forma monocrática. Este texto quer dizer que deverá haver harmonia e integração de ação entre as esferas envolvidas sem a intervenção de uma na outra, exceto nos casos previstos na Constituição Federal.
Eleições
O prefeito é eleito por sufrágio universal, secreto, direto, em pleito simultâneo em todo o País, realizado a cada quatro anos, no primeiro domingo de outubro.
E trinta dias após tem lugar o segundo turno, se o eleito em primeiro lugar não atingir 50% dos votos válidos mais um voto, no caso de municípios com mais de duzentos mil eleitores.
Conforme a legislação eleitoral atual no Brasil para tornar-se elegível, exige-se uma série de requisitos;
- Possuir nacionalidade brasileira ou portuguesa (neste caso, o cidadão português deve se encontrar amparado pelo Estatuto de Igualdade entre Portugueses e Brasileiros),
- Título de eleitor em dia e estar em gozo pleno do exercício dos direitos políticos,
- Domicilio eleitoral na circunscrição na qual o candidato se apresenta,
- Filiação partidária,
- Ser alfabetizado (tópico invalidado pela atual constituição brasileira de 1988),
- Desincompatibilização de cargo público — Se ocupa um cargo público deve sair seis meses antes das eleições e voltar caso possa só após seis meses ao pleito eleitoral,
- Renúncia de outro mandado até seis meses antes do pleito e não ser parente afim ou consangüíneo, até segundo grau, ou cônjuge de titular de cargo eletivo; pode, entretanto, ser candidato à reeleição (artigo 14 da Constituição),
- Ter idade mínima de 21 anos.

## Titulares do Cargo
| N°  | Prefeito                         | Imagem | Partido                       | Partido                                          | Vice-prefeito                    | Início do Mandato                                                                                     | Fim do Mandato                                        | Notas | Ref.   |
| --- | -------------------------------- | --- | ----------------------------- | ------------------------------------------------ | -------------------------------- | --- | ----------------------------------------------------- | --- | ------ |
| 1°  | José Borges de Macedo            | |                               |                                                  | Cargo Inexistente                | 27 de julho de 1835                                                                                   | 24 de março de 1838                                   | Prefeito eleito indiretamente pela Câmara Municipal. |        |
| 2°  | Cândido Ferreira de Abreu        | |                               |                                                  | Cargo Inexistente                | 24 de setembro de 1892                                                                                | Março de 1894                                         | Prefeito eleito em sufrágio restrito. |        |
| 3°  | Guilherme Xavier de Miranda      | |                               |                                                  | Cargo Inexistente                | Março de 1895                                                                                         | 1895                                                  | Presidente da Câmara dos Vereadores. Assumiu após a reúncia do titular.                                                                                                |        |
| 4°  | Cyro Persiano Veloso             | Comerciante, natural de Salvador/BA, nasceu em 21 de abril de 1843 e faleceu em 10 de março de 1908.  Eleito, exerceu o mandato entre 1895 – 1896. |                               |                                                  | Cargo Inexistente                | 1895                                                                                                  | 1895                                                  | |        |
| -   | Jorge Hermano Meyer              | |                               |                                                  | Cargo Inexistente                | 1896                                                                                                  | 1896                                                  | Prefeito interino |        |
| 5°  | Cícero Gonçalves Marques         | |                               |                                                  | Cargo Inexistente                | 1896                                                                                                  | 1896                                                  | |        |
| -   | Ignácio de Paula França          | |                               |                                                  | Cargo Inexistente                | 1897                                                                                                  | 1897                                                  | Interino |        |
| -   | Manuel José Gonçalves            | |                               |                                                  | Cargo Inexistente                | 1897                                                                                                  | 1897                                                  | Interino |        |
| 6°  | Cícero Gonçalves Marques         | |                               |                                                  | Cargo Inexistente                | 1897                                                                                                  | 1900                                                  | |        |
| -   | Artur de Souza Ferreira          | |                               |                                                  | Cargo Inexistente                | 1900                                                                                                  | 1900                                                  | Vice-presidente da Câmara |        |
| 7°  | Luiz Antônio Xavier              | |                               |                                                  | Cargo Inexistente                | 1900                                                                                                  | 1907                                                  | |        |
| 8°  | Antônio Rodrigues da Costa       | |                               |                                                  | Cargo Inexistente                | 1907                                                                                                  | 1908                                                  | |        |
| 9°  | Joaquim Pereira de Macedo        | |                               |                                                  | Cargo Inexistente                | 1908                                                                                                  | 1912                                                  | |        |
| 10° | João Antônio Xavier              | |                               |                                                  | Cargo Inexistente                | 1912                                                                                                  | 1912                                                  | |        |
| 11° | Cândido Ferreira de Abreu        | |                               |                                                  | Cargo Inexistente                | 1913                                                                                                  | 1916                                                  | |        |
| 12° | João Antônio Xavier              | |                               |                                                  | Cargo Inexistente                | 1916                                                                                                  | 1916                                                  | |        |
| 13° | Claudino dos Santos              | |                               |                                                  | Cargo Inexistente                | 1916                                                                                                  | 1916                                                  | |        |
| 14° | João Antônio Xavier              | |                               |                                                  | Cargo Inexistente                | 1917                                                                                                  | 1920                                                  | |        |
| 15° | Percy Withers                    | |                               |                                                  | Cargo Inexistente                | 1920                                                                                                  | 1920                                                  | |        |
| 16° | João Moreira Garcez              | |                               |                                                  | Cargo Inexistente                | 1920                                                                                                  | 1924                                                  | |        |
| 17° | João Moreira Garcez              | |                               |                                                  | Cargo Inexistente                | 1924                                                                                                  | 1928                                                  | |        |
| 18° | Eurides Cunha                    | |                               | Partido Republicano Paranaense PRP               | Cargo Inexistente                | junho de 1928                                                                                         | 3 de outubro de 1930                                  | |        |
| 19° | Joaquim Pereira de Macedo        | |                               |                                                  | Cargo Inexistente                | 3 de outubro de 1930                                                                                  | janeiro de 1932                                       | |        |
| -   | Avelino Lopes                    | |                               |                                                  | Cargo Inexistente                | janeiro de 1932                                                                                       | março de 1932                                         | substituto |        |
| 20° | Jorge Lothário Meissner          | |                               |                                                  | Cargo Inexistente                | fevereiro de 1932                                                                                     | junho de 1937                                         | |        |
| -   | Nicolau Mader Júnior             | |                               |                                                  | Cargo Inexistente                | junho de 1937                                                                                         | junho de 1937                                         | substituto |        |
| 21° | Aluísio França                   | |                               |                                                  | Cargo Inexistente                | junho de 1937                                                                                         | setembro de 1937                                      | |        |
| 22° | Carlos Heller                    | |                               |                                                  | Cargo Inexistente                | setembro de 1937                                                                                      | janeiro de 1938                                       | |        |
| 23° | Oscar Borges                     | |                               |                                                  | Cargo Inexistente                | fevereiro de 1938                                                                                     | abril de 1938                                         | |        |
| 24° | João Moreira Garcez              | |                               |                                                  | Cargo Inexistente                | maio de 1938                                                                                          | julho de 1940                                         | |        |
| 25° | Ângelo Lopes                     | |                               |                                                  | Cargo Inexistente                | 1940                                                                                                  | 1940                                                  | |        |
| -   | Rozaldo Gomes de Melo Leitão     | |                               |                                                  | Cargo Inexistente                | setembro de 1940                                                                                      | setembro de 1940                                      | |        |
| 26° | Alexandre Beltrão                | |                               |                                                  | Cargo Inexistente                | 1943                                                                                                  | 1944                                                  | |        |
| -   | Arnaldo Isidoro Beckert          | |                               |                                                  | Cargo Inexistente                | 1944                                                                                                  | 1944                                                  | Responsável pelo expediente |        |
| -   | João Macedo Sousa                | |                               |                                                  | Cargo Inexistente                | 1945                                                                                                  | 1945                                                  | Responsável pelo expediente |        |
| 27° | Alô Guimarães                    | |                               |                                                  | Cargo Inexistente                | 1945                                                                                                  | 1945                                                  | |        |
| 28° | Algacyr Munhoz Maeder            | |                               |                                                  | Cargo Inexistente                | 1945                                                                                                  | 1945                                                  | |        |
| 29° | João Macedo Sousa                | |                               |                                                  | Cargo Inexistente                | 1946                                                                                                  | 1946                                                  | |        |
| 30° | Ângelo Lopes                     | |                               |                                                  | Cargo Inexistente                | 1947                                                                                                  | 1947                                                  | |        |
| 31° | Raul de Azevedo Macedo           | |                               |                                                  | Cargo Inexistente                | 1947                                                                                                  | 1947                                                  | |        |
| -   | João Kracik Neto                 | |                               | Partido Trabalhista Brasileiro PTB               | Cargo Inexistente                | 5 de junho de 1947                                                                                    | 21 de agosto de 1947                                  | Vereador no cargo de Prefeito responsável pelo expediente interinamente                                                                                                | [ 4 ]  |
| -   | João Macedo Sousa                | |                               | Partido Social Democrático PSD                   | Cargo Inexistente                | 22 de agosto de 1947                                                                                  | 31 de dezembro de 1947                                | Vereador no cargo de Prefeito responsável pelo expediente interinamente                                                                                                | [ 4 ]  |
| -   | João Kracik Neto                 | |                               | Partido Trabalhista Brasileiro PTB               | Cargo Inexistente                | 1º de janeiro de 1948                                                                                 | 18 de setembro de 1948                                | Vereador no cargo de Prefeito responsável pelo expediente interinamente                                                                                                | [ 4 ]  |
| 32° | Ney Leprevost                    | |                               | Partido Social Democrático PSD                   | Cargo Inexistente                | 19 de setembro de 1948                                                                                | 31 de dezembro de 1948                                | Prefeito nomeado pelo Governador do Estado | [ 4 ]  |
| 33° | Lineu do Amaral                  | |                               | Partido Social Democrático PSD                   | Cargo Inexistente                | 1º de janeiro de 1949                                                                                 | 31 de janeiro de 1951                                 | Prefeito nomeado pelo Governador do Estado | [ 4 ]  |
| -   | Amâncio Moro                     | |                               | Partido Trabalhista Brasileiro PTB               | Cargo Inexistente                | 1º de fevereiro de 1951                                                                               | 17 de maio de 1951                                    | Vereador no cargo de Prefeito responsável pelo expediente interinamente                                                                                                | [ 4 ]  |
| -   | Ernani Santiago de Oliveira      | |                               | Partido Republicano PR                           | Cargo Inexistente                | 18 de maio de 1951                                                                                    | 29 de setembro de 1951                                | Vereador no cargo de Prefeito responsável pelo expediente interinamente                                                                                                | [ 4 ]  |
| -   | Wallace Tadeu de Melo e Silva    | |                               | Partido Trabalhista Brasileiro PTB               | Cargo Inexistente                | 30 de setembro de 1951                                                                                | 28 de dezembro de 1951                                | Vereador no cargo de Prefeito responsável pelo expediente interinamente                                                                                                | [ 4 ]  |
| 34° | Erasto Gaertner                  | |                               | União Democrática Nacional UDN                   | Cargo Inexistente                | 29 de dezembro de 1951                                                                                | 19 de maio de 1953                                    | Prefeito nomeado falecido no cargo |        |
| -   | Mario Affonso Alves de Camargo   | |                               | Partido Republicano PR                           | Cargo Inexistente                | 20 de maio de 1952                                                                                    | 23 de agosto de 1952                                  | Vereador no cargo de Prefeito responsável pelo expediente interinamente                                                                                                | [ 4 ]  |
| -   | João Stival                      | |                               | Partido Trabalhista Brasileiro PTB               | Cargo Inexistente                | 24 de agosto de 1952                                                                                  | 31 de dezembro de 1952                                | Vereador no cargo de Prefeito responsável pelo expediente interinamente                                                                                                | [ 4 ]  |
| -   | Milton Anselmo da Silva          | |                               | Partido Trabalhista Brasileiro PTB               | Cargo Inexistente                | 1º de janeiro de 1953                                                                                 | 3 de novembro de 1953                                 | Vereador no cargo de Prefeito responsável pelo expediente interinamente                                                                                                | [ 4 ]  |
| 35° | José Luis Guerra Rego            | |                               | Partido Republicano PR                           | Cargo Inexistente                | 4 de novembro de 1953                                                                                 | 19 de dezembro de 1953                                | Prefeito nomeado pelo Governador do Estado | [ 4 ]  |
| -   | Ernani Santiago de Oliveira      | |                               | Partido Republicano PR                           | Cargo Inexistente                | 20 de dezembro de 1953                                                                                | 14 de novembro de 1954                                | Vereador no cargo de Prefeito responsável pelo expediente interinamente                                                                                                | [ 4 ]  |
| 36° | Ney Braga                        | |                               | Partido Social Progressista PSP                  | Cargo Inexistente                | 15 de novembro de 1954                                                                                | 15 de novembro de 1958                                | Primeiro prefeito eleito pelo voto direto | [ 4 ]  |
| 37° | Iberê de Mattos                  | |                               | Partido Trabalhista Brasileiro PTB               | Cargo Inexistente                | 15 de novembro de 1958                                                                                | 15 de janeiro de 1961                                 | Prefeito eleito em sufrágio universal | [ 4 ]  |
| -   | Aristides Athayde Júnior         | |                               | Partido Trabalhista Brasileiro PTB               | Cargo Inexistente                | 16 de janeiro de 1961                                                                                 | 23 de janeiro de 1961                                 | Presidente da Câmara | [ 4 ]  |
| -   | Erondy Silvério                  | |                               | Partido Social Democrático PSD                   | Cargo Inexistente                | 24 de janeiro de 1961                                                                                 | 27 de agosto de 1962                                  | Vice-Presidente da Câmara no cargo interinamente | [ 4 ]  |
| 38° | Erondy Silvério                  | |                               | Partido Social Democrático PSD                   | Cargo Inexistente                | 28 de agosto de 1962                                                                                  | 8 de outubro de 1962                                  | Prefeito nomeado pelo governo do Estado até o final do mandato | [ 4 ]  |
| 39° | Ivo Arzua Pereira                | |                               | Partido Democrata Cristão PDC                    | Cargo Inexistente                | 9 de outubro de 1962                                                                                  | 15 de novembro de 1966                                | Prefeito eleito em sufrágio universal | [ 5 ]  |
| -   | Erondy Silvério                  | |                               | Aliança Renovadora Nacional ARENA                | Cargo Inexistente                | 16 de novembro de 1966                                                                                | 1º de dezembro de 1966                                | Presidente da Câmara | [ 4 ]  |
| 39° | Ivo Arzua Pereira                | |                               | Aliança Renovadora Nacional ARENA                | Cargo Inexistente                | 1º de dezembro de 1966                                                                                | 14 de março de 1967                                   | Reconduzido ao cargo pelo Governador do Estado Paulo Pimentel de acordo com a nova legislação, que suprimira o pleito direto para a eleição dos prefeitos das capitais | [ 5 ]  |
| -   | Acyr Haffez José                 | |                               | Aliança Renovadora Nacional ARENA                | Cargo Inexistente                | 14 de março de 1967                                                                                   | 22 de março de 1967                                   | Presidente da Câmara | [ 4 ]  |
| 40° | Omar Sabbag                      | |                               | Aliança Renovadora Nacional ARENA                | Cargo Inexistente                | 22 de março de 1967                                                                                   | 15 de março de 1971                                   | Prefeito nomeado pelo Governador Paulo Pimentel | [ 4 ]  |
| -   | Edgar Dantas Pimentel            | |                               | Aliança Renovadora Nacional ARENA                | Cargo Inexistente                | 16 de março de 1971                                                                                   | 21 de março de 1971                                   | Prefeito substituto | [ 4 ]  |
| 41° | Jaime Lerner                     | |                               | Aliança Renovadora Nacional ARENA                | Cargo Inexistente                | 21 de março de 1971                                                                                   | 15 de março de 1974                                   | Prefeito nomeado pelo Governador do Estado Haroldo Leon Peres | [ 7 ]  |
| -   | Donato Gulin                     | |                               | Aliança Renovadora Nacional ARENA                | Cargo Inexistente                | 16 de março de 1974                                                                                   | 14 de março de 1975                                   | Presidente da Câmara | [ 4 ]  |
| 42° | Saul Raiz                        | |                               | Aliança Renovadora Nacional ARENA                | Cargo Inexistente                | 15 de março de 1975                                                                                   | 15 de março de 1979                                   | Prefeito nomeado pelo Governador Jaime Canet Jr. | [ 8 ]  |
| 43° | Jaime Lerner                     | |                               | Partido Democrático Social PDS                   | Cargo Inexistente                | 15 de março de 1979                                                                                   | 15 de março de 1983                                   | Prefeito nomeado pelo Governador Ney Braga | [ 7 ]  |
| 44° | Maurício Fruet                   | |                               | Partido do Movimento Democrático Brasileiro PMDB | Cargo Inexistente                | 16 de março de 1983                                                                                   | 31 de dezembro de 1985                                | Prefeito nomeado pelo Governador José Richa | [ 9 ]  |
| 45° | Roberto Requião                  | |                               | Partido do Movimento Democrático Brasileiro PMDB | Adhail Sprenger Passos           | 1° de janeiro de 1986                                                                                 | 31 de dezembro de 1988                                | Primeiro prefeito eleito após a ditadura militar | [ 11 ] |
| 46° | Jaime Lerner                     | |                               | Partido Democrático Trabalhista PDT              | Algaci Tulio (PDT)               | 1º de janeiro de 1989                                                                                 | 31 de dezembro de 1992                                | Prefeito e vice eleitos em sufrágio universal | [ 7 ]  |
| 47° | Rafael Greca                     | |                               | Partido Democrático Trabalhista PDT              | José Carlos Gomes Carvalho (PTB) | 1º de janeiro de 1993                                                                                 | 31 de dezembro de 1996                                | Prefeito e vice eleitos em sufrágio universal | [ 13 ] |
| 48° | Cássio Taniguchi                 | |                               | Partido Democrático Trabalhista PDT              | Algaci Tulio (PTB)               | 1º de janeiro de 1997                                                                                 | 31 de dezembro de 2000                                | Prefeito e vice eleitos em sufrágio universal | [ 14 ] |
| 48° | Cássio Taniguchi                 | | Partido da Frente Liberal PFL | Beto Richa (PTB)                                 | 1º de janeiro de 2001            | 31 de dezembro de 2004                                                                                | Prefeito reeleito e vice eleito em sufrágio universal | [ 15 ] |        |
| 49° | Carlos Alberto Richa, Beto Richa | |                               | Partido da Social Democracia Brasileira PSDB     | Luciano Ducci (PSB)              | 1º de janeiro de 2005                                                                                 | 31 de dezembro de 2008                                | Prefeito e vice eleitos em sufrágio universal | [ 16 ] |
| 49° | Carlos Alberto Richa, Beto Richa | 1º de janeiro de 2009 | 30 de março de 2010           | Partido da Social Democracia Brasileira PSDB     | Luciano Ducci (PSB)              | Prefeito e vice reeleitos que renunciou no segundo mandato para se candidatar a governador do Estado. | [ 17 ]                                                | |        |
| 50° | Luciano Ducci                    | |                               | Partido Socialista Brasileiro PSB                | Cargo Vago                       | 30 de março de 2010                                                                                   | 31 de dezembro de 2012                                | Vice-prefeito eleito que assumiu após a renúncia do titular | [ 18 ] |
| 51° | Gustavo Fruet                    | |                               | Partido Democrático Trabalhista PDT              | Mirian Aparecida Gonçalves (PT)  | 1º de janeiro de 2013                                                                                 | 31 de dezembro de 2016                                | Prefeito e vice eleitos sufrágio universal | [ 19 ] |
| 52° | Rafael Greca                     | |                               | Partido da Mobilização Nacional PMN (2015–2019)  | Eduardo Pimentel (PSDB)          | 1º de janeiro de 2017                                                                                 | 31 de dezembro de 2020                                | Prefeito e vice eleitos em sufrágio universal | [ 20 ] |
| 52° | Rafael Greca                     | | Democratas DEM (2019–2022)    | Eduardo Pimentel (PSD)                           |                                  | 1º de janeiro de 2017                                                                                 | 31 de dezembro de 2020                                | Prefeito e vice eleitos em sufrágio universal | [ 20 ] |
| 52° | Rafael Greca                     | | União Brasil UNIÃO (2022)     | Eduardo Pimentel (PSD)                           | 1º de janeiro de 2021            | 31 de dezembro de 2024                                                                                | Prefeito e vice reeleitos em sufrágio universal       | [ 22 ] [ 23 ] |        |
| 52° | Rafael Greca                     | Partido Social Democrático PSD |                               | Eduardo Pimentel (PSD)                           | 1º de janeiro de 2021            | 31 de dezembro de 2024                                                                                | Prefeito e vice reeleitos em sufrágio universal       | [ 22 ] [ 23 ] |        |
| 53° | Eduardo Pimentel                 | |                               | Partido Social Democrático PSD                   | Paulo Martins (PL)               | 1° de janeiro de 2025                                                                                 | atualidade                                            | Prefeito e vice eleitos em sufrágio universal | [ 24 ] |

## Eleições
- Eleição municipal de Curitiba em 1954
- Eleição municipal de Curitiba em 1955
- Eleição municipal de Curitiba em 1958
- Eleição municipal de Curitiba em 1959
- Eleição municipal de Curitiba em 1962
- Eleição municipal de Curitiba em 1982
- Eleição municipal de Curitiba em 1985
- Eleição municipal de Curitiba em 1988
- Eleição municipal de Curitiba em 1992
- Eleição municipal de Curitiba em 1996
- Eleição municipal de Curitiba em 2000
- Eleição municipal de Curitiba em 2004
- Eleição municipal de Curitiba em 2008
- Eleição municipal de Curitiba em 2012
- Eleição municipal de Curitiba em 2016
- Eleição municipal de Curitiba em 2020
- Eleição municipal de Curitiba em 2024